# Kniphofia acraea
Kniphofia acraea är en grästrädsväxtart som beskrevs av Leslie Edward Wastell Codd. Kniphofia acraea ingår i Fackelliljesläktet som ingår i familjen grästrädsväxter. Inga underarter finns listade i Catalogue of Life.